# Abdul Qadir
Sir Abdul Qadir (Ludhiana, 15 marzo 1874 – Lahore, 9 febbraio 1950) è stato un giornalista e islamista pakistano.

## Biografia
Qadir guidò l'organizzazione islamica nota come Anjuman i Himayat i Islam, ed usò il suo potere per formare altre organizzazioni favorevoli alla partizione dell'India.
Il suo primo lavoro da giornalista riguardò l'Observer, il primo giornale musulmano pubblicato in inglese, nel 1898. Tre anni dopo fondò il giornale Makhzan, pubblicato in lingua urdu, che tra gli altri pubblicò i primi lavori di Allama Muhammad Iqbal.
Nel 1904 Qadir si trasferì a Londra per studiare legge e tre anni dopo fu abilitato alla professione legale; tornò di conseguenza in India dove entrò nel consiglio legislativo del Punjab.
Qadir fu nobilitato dalla corona inglese nel 1927 e nel 1935 divenne membro effettivo del consiglio governativo dell'India. Morì il 9 febbraio 1950 a 75 anni e fu seppellito a Lahore, nel cimitero Miani Sahib.
Il libro Mahatma Gandhi di Sarvepalli Radhakrishnan e Mohandas Karamchand Gandhi contiene un capitolo di Qadir, nel quale quest'ultimo scrive in particolare sull'attività di Gandhi in Europa negli anni trenta.
Suo figlio Manzur Qadir fu poi un importante giurista pakistano, ministro degli esteri del Pakistan durante il governo militare di Ayub Khan.